# The Nobodies: Against All Gods Mix
«The Nobodies: Against All Gods Mix» es el título del segundo y último sencillo del álbum de estudio Lest We Forget de Marilyn Manson, lanzado en 2004. Es un sencillo que homenajea al tema The Nobodies del álbum  Holy Wood (In the Shadow of the Valley of Death), Esto fue para dar promoción a los conciertos de promoción del 2005.

## Lista de canciones
UK Edición
1. «The Nobodies» - 2005 Against All Gods Mix - 3:37
2. «The Nobodies» - Burn 36 Mix - 5:38
3. «The Nobodies» - Stephane K Rock Dub Mix - 4:45
4. Video «Against All Gods Mix»

Korea Edición Limitada
1. «The Nobodies» - 2005 Against All Gods Mix - 3:37
2. «The Nobodies» - Burn 36 Mix (German Mix) - 5:41
3. «The Nobodies» - Stephane K Rock Dub Mix - 4:45
4. «Personal Jesus» - Rude Photo Motor Remix - 5:55
5. «MOBSCENE» - MEA Culpa Mix by Bitteren Ende - 4:41
6. «New *hit Invective» - Orbiter Lictum Mix - 4:29
7. «This is the New *hit» - Sergio Galoyan Mix - 4:33
8. «The Not So Beautiful People» (Del disco en japonés) - 6:15
9. «The Fight Song» - Slipknot Remix (Del disco en japonés) - 3:51

- Datos: Q11704408